# 32104 Emmarainey
32104 Emmarainey è un asteroide della fascia principale. Scoperto nel 2000, presenta un'orbita caratterizzata da un semiasse maggiore pari a 2,478578 UA e da un'eccentricità di 0,185096, inclinata di 5,228088° rispetto all'eclittica.